# Bean Validation
Bean Validation（ビーン・バリデーション）は、JavaBeansのバリデーション（値の検証）のためのメタデータモデルとAPIを定めたJavaのソフトウェアフレームワークである。
Bean Validationは、2009年11月16日にJavaの仕様を定めるJCPによりJSR 303として採用され、Java EE 6においてバージョン1.0が仕様の一つとして取り込まれている。2013年5月に公開された1.1は、Java EE 7に含まれる。
バリデーションのためのメタデータはアノテーションにより指定される。メタデータはXMLのバリデーション記述子を使用して拡張・上書きすることができる。
O/Rマッピングフレームワークを開発するHibernateプロジェクトは、Bean Validationの仕様を実装したHibernate Validatorを提供しており、リファレンス実装にもなっている。